# SPARC Enterprise
SPARC Enterprise — линейка UNIX-серверов, основанных на архитектуре SPARC V9. Разработана совместно компаниями Sun Microsystems и Fujitsu в 2007 году; представлена на рынке совместными усилиями Sun Microsystems (с 2010 года — Oracle), Fujitsu и Fujitsu Siemens Computers под общим брендом. Заменила линейки Sun Fire от Sun и PrimePower от Fujitsu.
С 2010 года, сервера серии Т, основанные на СМТ процессорах SPARC нового поколения (SPARC T3 и последующих), предлагаются на рынке под брендом SPARC T-Series.

## Модельный ряд
| Модель | RU  | Макс. число процессоров | Частота процессоров                   | Макс. ОЗУ | Макс. объём диска               | Дата выхода на рынок              |
| ------ | --- | ----------------------- | ------------------------------------- | --------- | ------------------------------- | --------------------------------- |
| M3000  | 2   | 1× SPARC64 VII          | 2.52 GHz                              | 32 GB     | До четырех 2.5" SAS             | Октябрь 2008                      |
| M4000  | 6   | 4× SPARC64 VI или VII   | 2.15 GHz (VI) или 2.4 GHz (VII)       | 128 GB    | До двух 2.5" SAS                | Апрель 2007 (VI), Июль 2008 (VII) |
| M5000  | 10  | 8× SPARC64 VI или VII   | 2.15 GHz (VI) или 2.4 GHz (VII)       | 256 GB    | До четырех 2.5" SAS             | Апрель 2007 (VI), Июль 2008 (VII) |
| M8000  | N/A | 16× SPARC64 VI или VII  | 2.28, 2.4 GHz (VI) 2.52 GHz (VII)     | 512 GB    | До 16 х 2.5" SAS                | Апрель 2007 (VI), Июль 2008 (VII) |
| M9000  | N/A | 64× SPARC64 VI или VII  | 2.28, 2.4 GHz (VI) или 2.52 GHz (VII) | 2048 GB   | До 64 х 2.5" SAS                | Апрель 2007 (VI), Июль 2008 (VII) |
| T1000  | 1   | 1× UltraSPARC T1        | 1.0 GHz                               | 32 GB     | Один 3.5" SATA или два 2.5" SAS | April 2007                        |
| T2000  | 2   | 1× UltraSPARC T1        | 1.0, 1.2, 1.4 GHz                     | 64 GB     | До четырёх 2.5" SAS             | Апрель 2007                       |
| T5120  | 1   | 1× UltraSPARC T2        | 1.2, 1.4 GHz                          | 64 GB     | До четырёх 2.5" SAS             | Ноябрь 2007                       |
| T5140  | 1   | 2 UltraSPARC T2+        | 1.2 GHz                               | 128 GB    | До четырёх 2.5" SAS             | Апрель 2008                       |
| T5220  | 2   | 1× UltraSPARC T2        | 1.2, 1.4 GHz                          | 64 GB     | До восьми 2.5" SAS              | Ноябрь 2007                       |
| T5240  | 2   | 2× UltraSPARC T2+       | 1.2, 1.4 GHz                          | 256 GB    | До 16 х 2.5" SAS                | Апрель 2008                       |
| T5440  | 4   | 4× UltraSPARC T2+       | 1.2, 1.4, 1.6 GHz                     | 512 GB    | До четырёх 2.5" SAS             | Октябрь 2008                      |

## Модели с процессорами SPARC64 (M-series)
Серверы среднего уровня и высокопроизводительные серверы с процессорами SPARC VI и SPARC VII относятся к серии «М», что указывает на их близость к классу мейнфреймов по возможностям обеспечения высокой надежности и доступности.
- M3000 — 1 процессорный сокет, 2U rack-mount
- M4000 — До 4 процессорных сокетов, 6U rack-mount
- M5000 — До 8 процессорных сокетов, 10U rack-mount
- M8000 — До 16 процессорных сокетов, one data center rack
- M9000 — До 64 процессорных сокетов, one or two data center racks

### Тесты производительности
17 апреля 2007, сервер Sun SPARC Enterprise M9000 достиг производительности 1.032 TFLOPS на тесте LINPACK, став самым быстрым на то время суперкомпьютером, состоящим из одной машины.
2 мая 2008, Sun SPARC Enterprise M9000 достиг мирового рекорда производительности на тесте TPC-H data warehousing при использовании базы данных Oracle.

## Модели с процессорами UltraSPARC T (Т-series)
Проведён ребрендинг основанных на T1 серверов Sun Fire T1000 и T2000, которые получили имя SPARC Enterprise с индексом T1000 и T2000 соответственно:
- T1000 — 1 процессорный сокет, 1U rack-mount
- T2000 — 1 процессорный сокет, 2U rack-mount

В октябре 2007 Sun добавила к линейке SPARC Enterprise серверы, основанные на T2:
- T5120 — 1 процессорный сокет, 1U rack-mount
- T5220 — 1 процессорный сокет, 2U rack-mount

В апреле 2008 были добавлены серверы с процессорами UltraSPARC T2 Plus:
- T5140 — 2 процессорных сокета, 1U rack-mount
- T5240 — 2 процессорных сокета, 2U rack-mount

В октябре 2008, Sun выпустила четырёхпроцессорный SMP сервер:
- T5440 — 4 процессорных сокета, 4U rack-mount

## Поддерживаемые операционные системы
Серверы SPARC Enterprise официально поддерживают операционные системы Sun Solaris версий 10 и 11.

## Разделение и виртуализация
М-класс поддерживают Dynamic Domains и Dynamic Reconfiguration, технологии, которые позволяют разделить одну машину на несколько электрически изолированных частей.
Модели UltraSPARC T1 и UltraSPARC T2/T2+ разделяют ресурсы системы с использованием технологии Logical Domains.
Как М-класс, так и модели UltraSPARC T1 поддерживают технологию Solaris Containers, которая поддерживает максимум 8191 неглобальных зон в каждом динамическом (Dynamic Domain) или логическом домене (Logical Domain).